# Mammillaria longimamma

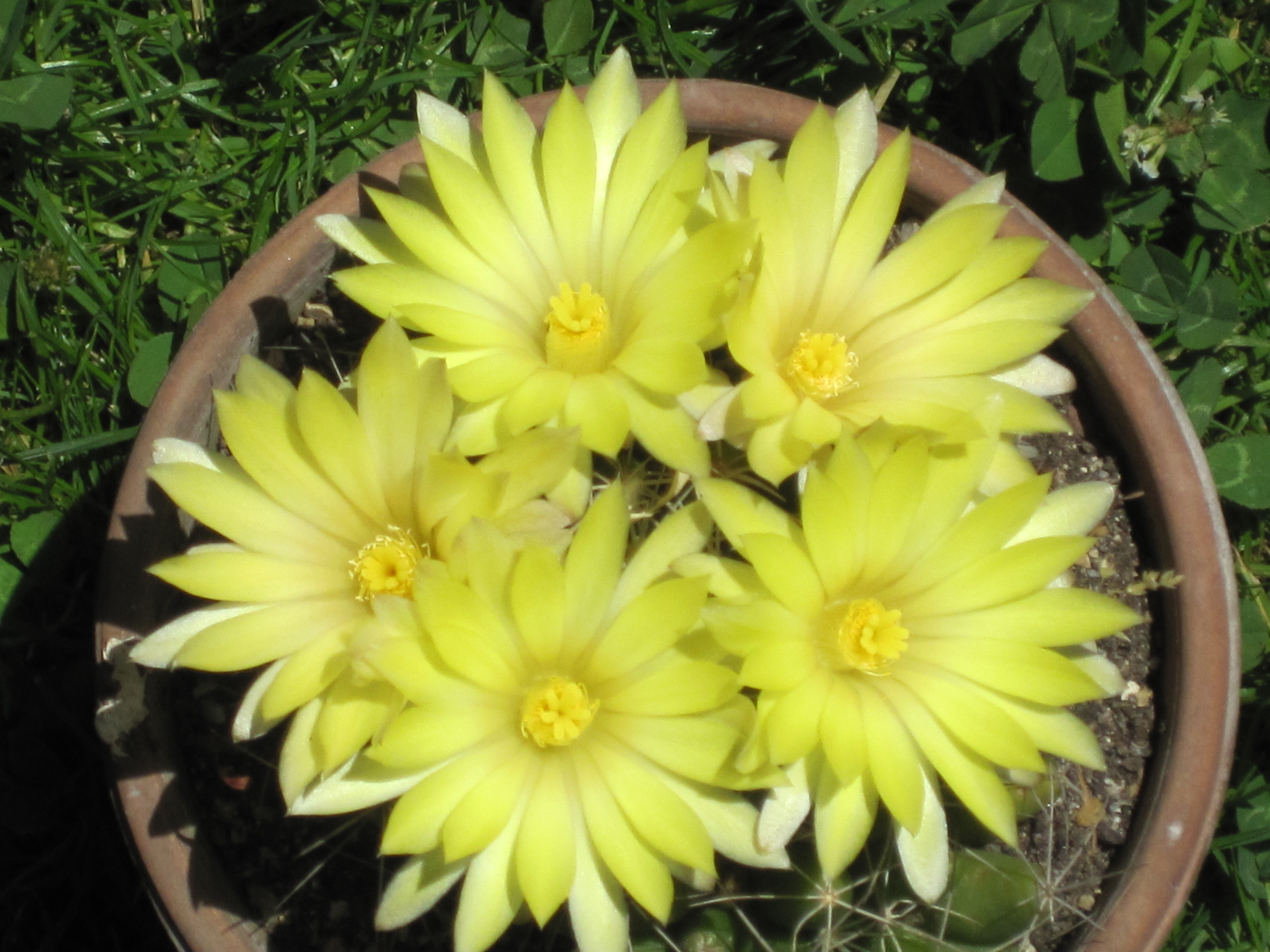
Квіти Mammillaria longimamma

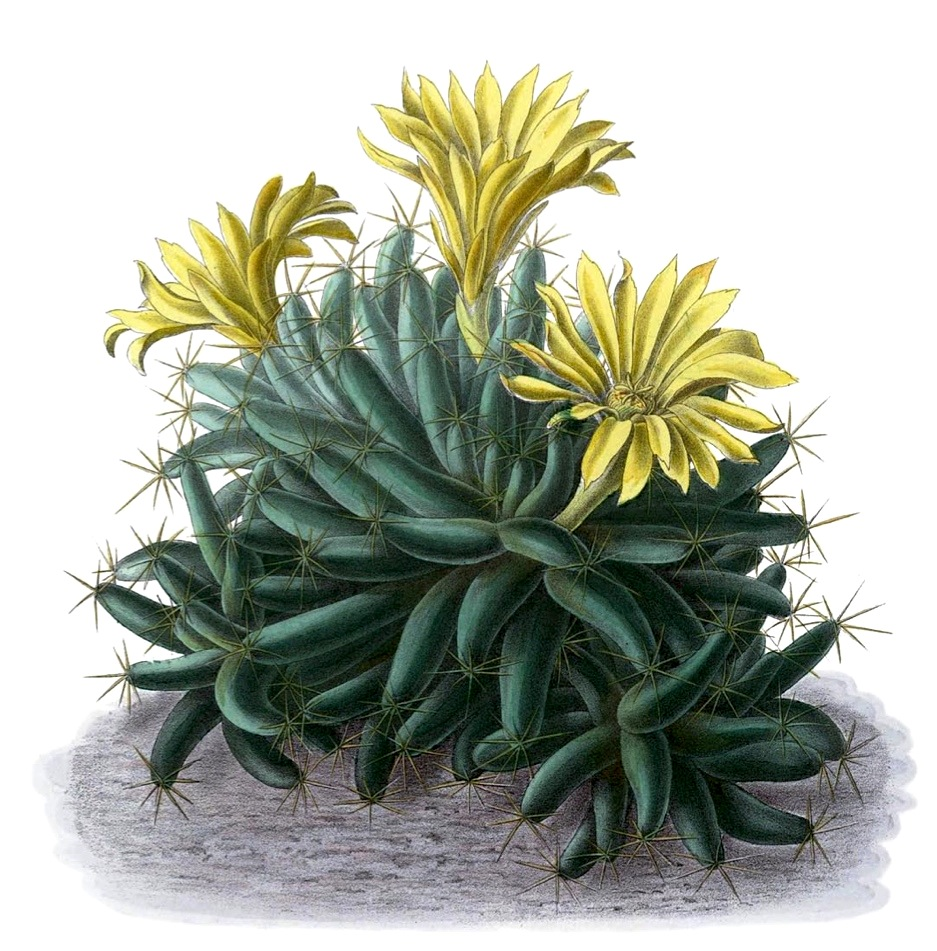
Ілюстрація Mammillaria longimamma у виданні 1904 року К. Шумана, М. Гюрке і Ф. Фаупеля «Blühende Kakteen» («Квітучі кактуси»)

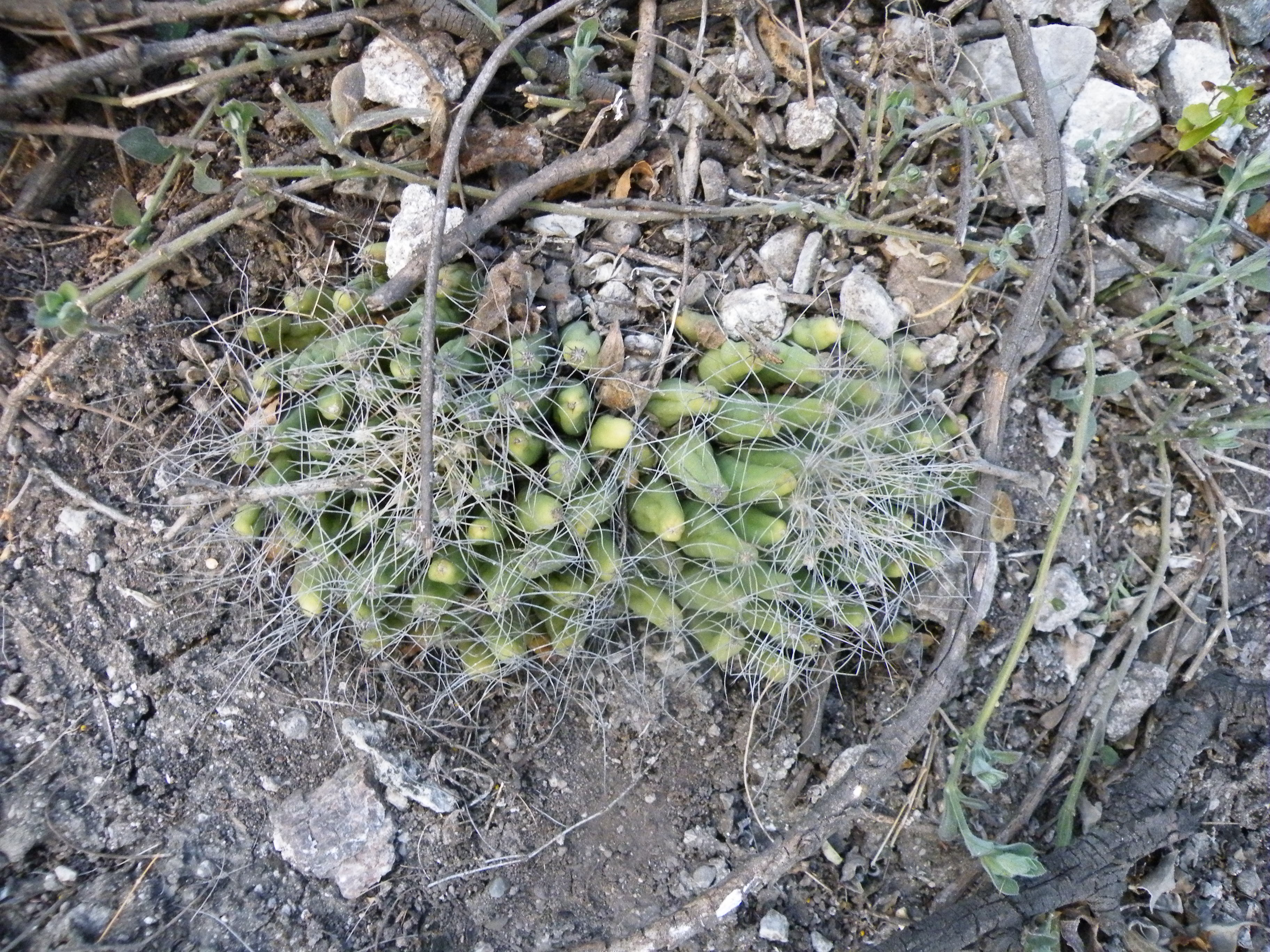
Mammillaria longimamma в природних умовах, штат Ідальго

Mammillaria longimamma (укр. Мамілярія довгососочкова, Мамілярія лонгімама) — сукулентна рослина з роду мамілярія (Mammillaria) родини кактусових (Cactaceae).

## Етимологія
Видова назва походить від лат. longa — довга і mamma — сосок і пов'язана з довжиною маміл (сосочків).

## Ареал і екологія
Mammillaria longimamma є ендемічною рослиною Мексики. Ареал розташований у штатах Гуанахуато, Ідальго і Керетаро. Рослини зростають на висоті 1 000 — 2 400 метрів над рівнем моря на вапняках і вулканічних ґрунтах, серед низьких чагарників і рідкісної рослинності.

## Морфологічний опис
Рослина зазвичай одиночна, але пізніше починає кущитися в основі і утворює невеликі групи.
| Орган              | Опис                                                                                                 |
| Коріння            | деякою мірою бульбове.                                                                               |
| Стебло             | кулясте, 8-15 см заввишки і в діаметрі.                                                              |
| Епідерміс          | блискучо-зелений.                                                                                    |
| Маміли             | довгі, широко розташовані, м'які, циліндричні, еліптичні в поперечному розрізі, без молочного соку.  |
| Ареоли             | |
| Аксили             | з рідким пухом.                                                                                      |
| Центральні колючки | зазвичай одна, іноді 2-3, іноді відсутні, білуваті з темними кінцями, до 25 мм завдовжки.            |
| Радіальні колючки  | 8-10, шило-подібні, прямі або слабо вигнуті, білі до блідо-коричневого відтінку, завдовжки 12-20 мм. |
| Квіти              | воронкоподібні, канарково-жовтого відтінку, 40-60 мм завдовжки і в діаметрі.                         |
| Бутони             | |
| Зовнішні пелюстки  | |
| Внутрішні пелюстки | |
| Тичинки            | |
| Маточка            | |
| Плоди              | кулясті до яйцеподібних, жовтуваті, завдовжки 10-12 мм.                                              |
| Насіння            | коричневе.                                                                                           |

## Використання
Mammillaria longimamma вирощується і збирається як декоративна рослина. У культурі нескладна і при регулярній пересадці утворює досить великі колонії до 30 см і більше. Регулярні пересадки також покращують зовнішній вигляд рослини, оскільки колючки мають тенденцію чорніти з віком.

## Чисельність, охоронний статус та заходи по збереженню
Mammillaria eriacantha входить до Червоного списку Міжнародного союзу охорони природи уразливих видів (VU).
Цей вид має обмежений, сильно фрагментований ареал (відомий в цілому у 20 субпопуляціях), площею близько 15 000 км², а також триваючий спад чисельності популяції у зв'язку з впливом тваринництва (витоптування худобою) і незаконною надмірною вирубкою.
Mammillaria longimamma зустрічається щонайменше в одній з природоохоронних територій.
У Мексиці ця рослина занесена до національного переліку видів, що перебувають під загрозою зникнення, де вона включена до категорії „під загрозою“.
Охороняється Конвенцією про міжнародну торгівлю видами дикої фауни і флори, що перебувають під загрозою зникнення (CITES).

## Систематика
Цей вид першим був описаний Натаніелэм Бріттоном і Джозефом Роузом в роді Dolichothele, який відрізнявся від Mammillaria довгими сосками. Під назвою Dolichothele longimamma цей кактус також описаний у Курта Баккеберга. Згідно з останніми працями із систематики кактусових (Хант, Лютті) Dolichothele зведена до рівня підроду в роді Mammillaria.